# Revue Spirite

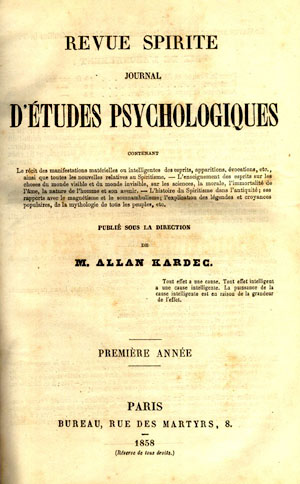
Frontispício do primeiro exemplar da Revue Spirite, de 1858

La Revue Spirite é um periódico trimestral, originalmente publicado em francês, fundado por Allan Kardec em 1858. Atualmente é a publicação oficial do Conselho Espírita Internacional, sediado no Brasil.
Constitui-se na principal publicação dedicada ao espiritismo.
Desde outubro de 2020, a revista é gratuita e a distribuição é feita apenas por download, pelo site do CEI.

## História
O periódico, com a função de divulgação da doutrina espírita, foi lançado por Allan Kardec com recursos próprios, em 1 de janeiro de 1858 em Paris, com o nome de Revue Spirite. Tinha como subtítulo Journal D'Études Psychologiques ("Jornal de Estudos Piscológicos"), uma vez que igualmente eram publicados estudos sobre aspectos da psicologia experimental, pois afirmava estudar a alma não só durante a vida, mas após a morte. O seu primeiro número apresentava 36 páginas.
Kardec foi o diretor da revista até ao seu falecimento, em 31 de março de 1869. Ele utilizava a revista para o desenvolvimento e debate de ideias que seriam, muitas delas, após consolidadas, transferidas para os livros da Codificação Espírita.
Após o falecimento de Kardec a revista passou a ser dirigida por Pierre-Gaëtan Leymarie e depois pelos seus sucessores, até à primeira interrupção, durante a Primeira Guerra Mundial, de Outubro de 1914 a dezembro de 1916. Sob Leymarie, recebeu influências do roustainguismo e da teosofia blavatskyana. Voltou à circulação com o apoio de Léon Denis, sob a direção de Jean Meyer, até 1931. Nesse mesmo ano, Hubert Forestier tornou-se editor-chefe, função que exerceu até maio de 1940, data em que a revista teve a circulação suspensa, no contexto da Segunda Guerra Mundial.
Em novembro de 1947 voltou a circular, uma vez mais sob a direção de Forestier. Em setembro de 1971 Andre Dumas assumiu essa função e, em 1976 havia recuperado a notoriedade da publicação. No ano seguinte (1977) o título foi absorvido por outra publicação, a "Renaître 2000", e deixou de circular pela terceira vez.
Após uma batalha legal, Roger Perez e Louis Serré recuperaram os direitos desta publicação e a revista retornou no 4º trimestre de 1989, nº 1 , 132º ano.
Em outubro de 1998, por ocasião do 2º Congresso Espírita Mundial, em Lisboa, o presidente da Union Spirite Française et Francophone (USFF), Roger Perez, apresentou uma pedido público ao Conselho Espírita Internacional (CEI), visando assegurar a edição permanente da revista.
O Conselho Executivo do CSI implementou uma estrutura editorial mais adequada, e passou a publicar a revista a partir do número do segundo trimestre de 2001. No 5ª Congresso Espírita Mundial, em Cartagena, na Colômbia (outubro de 2007), todos os direitos de propriedade da revista foram adquiridos pelo CSI.
Em nossos dias é editada em francês, português, espanhol, italiano, inglês, esperanto e alemão.

## Subtítulos da Revista
Ao longo da sua história a revista teve diversos sub-títulos:
- De 1869 a 1947: "Journal d'études psychologiques et de spiritualisme expérimental"
- De 1947 a 2010: "Organe officiel du Conseil Spirite International et de l'Union Spirite Française et Francophone pour la connaissance des valeurs morales et scientifiques de la doctrine spirite"
- A partir de 2010: "Journal d'études psychologiques, organe officiel du Conseil Spirite International".

## Traduções em Língua Portuguesa
Em língua portuguesa, o período sob a direção de Kardec (1858-1869) encontra-se traduzido em três edições brasileiras:
- pela Editora IDE - Instituto de Difusão Espírita, em tradução de Salvador Gentille;
- pela Editora Cultural Espírita Edicel, em  tradução de Júlio Abreu Filho; e
- pela Federação Espírita Brasileira, em tradução de Evandro Noleto Bezerra.